# L'homme n'est pas un oiseau
Pour plus de détails, voir Fiche technique et Distribution.
L'homme n'est pas un oiseau (Čovek nije tica) est un film yougoslave réalisé par Dušan Makavejev, sorti en 1965.

## Synopsis
Mélange trois histoires qui se déroulent dans une ville métallurgique du sud-est la Serbie : celle d'un hypnotiseur, celle d'un travailleur accusé de meurtre et celle d'un ingénieur d'âge mûr qui vit une brève histoire d'amour avec une jeune coiffeuse.

## Fiche technique
- Titre : L'homme n'est pas un oiseau
- Titre original : Čovek nije tica
- Réalisation et scénario : Dušan Makavejev
- Pays d'origine : Yougoslavie
- Format : Noir et blanc - 1,66:1 - Mono - 35 mm
- Genre : Comédie dramatique
- Durée : 81 minutes
- Date de sortie : 1965

## Distribution
- Milena Dravić : Rajka
- Janez Vrhovec (sr) : Jan Rudinski
- Eva Ras : la femme de Barbulovic
- Stole Arandjelovic : Barbulovic 'Barboul'
- Boris Dvornik : le chauffeur de camion

## Commentaires
- À propos du film, le critique Enrique Seknadje écrit : « Makavejev mêle les registres, dans une démarche subversive et complexifiante, et à travers une mise en forme visuelle et sonore volontairement fragmentée, heurtée. Il est pessimiste et utopique. Il est un réaliste et un rêveur anarchisant. Et, s’il se livre à la critique des discours officiels mensongers, c’est de manière tout à fait ironique »[1].